# الرواق للنشر والتوزيع
الرواق هي دار نشر مصرية تأسست عام 2011 م، وقد أصدرت الدار العديد من المنشورات الأدبية والكتب والروايات العربية، كما شاركت في العديد من معارض الكتاب المحلية والدولية.
واحتلت إصدارات الدار الأعلى مبيعة في معرض القاهرة الدولي للكتاب 2020.

## مجالات الدار
تتنوع إصدارات الدار وتغطي موضوعات مختلفة على رأسها التاريخ، وقد أصدرت الدار أعمال متنوعة في مجالات مختلفة منها:
- الدراسات النقدية
- الكتب الدينية
- الشعر
- أدب الرحلات
- المجموعات القصصية
- الروايات (تاريخية - إجتماعية - بوليسية - فلسفية - رعب نفسي).
- كتب الأطفال
- المقالات والخواطر
- التسويق